# Montfort Stima
Montfort Stima (Neno, Malawi, 27 de dezembro de 1957) é Bispo de Mangochi.
Montfort Stima recebeu o Sacramento da Ordem em 3 de agosto de 1986.
Em 25 de janeiro de 2010, o Papa Bento XVI o nomeou Bispo Titular de Puppi e nomeou-o Bispo Auxiliar de Blantyre. O Arcebispo de Blantyre, Tarcisius Gervazio Ziyaye, consagrou-o em 24 de abril do mesmo ano; Co-consagrantes foram o Bispo de Mangochi, Alessandro Pagani SMM, e o Bispo de Mzuzu, Joseph Mukasa Zuza.
Em 6 de dezembro de 2013, o Papa Francisco o nomeou Bispo de Mangochi. A posse ocorreu em 22 de fevereiro de 2014.